# يونس عبد الواحد
يونس أحمد عبد الواحد مواليد 2 سبتمبر 2000، هو لاعب كرة قدم سعودي يلعب حالياً في نادي الزلفي كلاعب وسط.

## مسيرة اللاعب
بدأ مع نادي الإتحاد في الفئات السنية و أعير إلى نادي جدة ونادي الزلفي.